# Ivano Brugnetti
Ivano Brugnetti (1. září 1976 Milán) je bývalý italský chodec, olympijský vítěz a mistr světa.

## Sportovní kariéra
Na mistrovství světa v Seville v roce 1999 došel do cíle jako druhý za Germanem Skuryginem z Ruska. Ten byl v roce 2001 diskvalifikován kvůli dopingu a IAAF přiznala Brunettimu titul mistra světa. Později se orientoval na chůzi na 20 kilometrů. V této disciplíně zvítězil na olympiádě v Athénách v roce 2004. O čtyři roky později v Pekingu došel v olympijském závodě na této trati do cíle jako pátý. Sportovní kariéru ukončil v roce 2011.